# Mi suegra me odia
Mi suegra me odia es una película de comedia mexicana-chilena de 2022 dirigida por Andrés Feddersen quien coescribió el guion con Loretto Bernal. Protagonizada por Loretto Bernal, Itatí Cantoral, Jerry Velázquez, Willy Semler y Alexis de Anda. Se estrenó el 22 de diciembre de 2022 en cines mexicanos.

## Sinopsis
Clara a lo largo de su vida ha sido rechazada por ser sumamente ordenada y limpia, es por ello que buscará complacer a la suegra de su novio, Regina, para no perder al único hombre que la ama tal como es. Sin embargo, no pensó que alcanzar ese objetivo será más difícil de lo que parece.

## Elenco
Los actores que participan en esta película son:
- Loretto Bernal como Clara
- Itatí Cantoral como Regina
- Jerry Velázquez como Pato
- Willy Semler como Alonso
- Alexis de Anda como Pili